# Guerra na fronteira entre a Albânia e a Iugoslávia (1921)
A Guerra da Fronteira entre a Albânia e a Iugoslávia de 1921 foi travada nas fronteiras instáveis do recém-formado Principado da Albânia, no rescaldo da Primeira Guerra dos Balcãs. Embora os termos aproximados relativos aos territórios da Albânia tenham sido estabelecidos no Tratado de Londres de 1913, as fronteiras refinadas permaneceram uma questão não resolvida durante a eclosão da Primeira Guerra Mundial, a Conferência de Paz de Paris e a formação da Liga das Nações. Depois que a Liga não emitiu uma decisão final durante um ano, o Reino da Iugoslávia decidiu pressionar reivindicações territoriais após a rebelião de Mirdita e enviou tropas para a fronteira. À medida que as escaramuças começaram a aumentar, a Liga reconheceu a gravidade do problema e começou a intervir. O conflito terminou depois que o Reino Unido reconheceu a Albânia, fazendo com que a Iugoslávia retirasse as suas forças. Foi criada uma comissão para finalizar as fronteiras. Para ganhar o favor da comissão, a Albânia e a Iugoslávia estabeleceram relações diplomáticas, resultando no reconhecimento da soberania albanesa pela Iugoslávia.

## Prelúdio
No final da Primeira Guerra dos Balcãs em 1913, foi assinado o Tratado de Londres que tratava dos ajustamentos territoriais da região dos Balcãs e, entre outros, estabeleceu as fronteiras aproximadas e reconheceu a independência da Albânia. O refinamento das fronteiras da Albânia seria determinado pelas grandes potências, mas o progresso foi interrompido devido à eclosão da Primeira Guerra Mundial. As fronteiras do recém-criado Principado da Albânia não foram definidas durante a Conferência de Paz de Paris após a guerra de 1919. Portanto, a questão foi deixada para ser resolvida pela recém-criada Liga das Nações em 1920.  Quando a decisão final sobre as fronteiras da Albânia ainda não tinha sido determinada no ano seguinte, a situação tornou-se rapidamente instável devido à agitação dentro e fora das fronteiras propostas para a Albânia.

## Rebelião em Mirdita
Marka Gjoni, um chefe da região e tribo Mirdita, predominantemente católica romana, no norte da Albânia, acreditando que o governo albanês iria proibir o catolicismo, deixou as autoridades iugoslavas em seu nome proclamarem a República de Mirdita em 17 de julho de 1921 em Prizren, Iugoslávia.     Gjoni recebeu apoio, armas e dinheiro jugoslavo, uma vez que o governo iugoslavo via a república recém-fundada como um trunfo útil nos seus esforços para enfraquecer o Estado albanês, através da ajuda a regiões separatistas do país, como Mirdita, e do fomento da agitação religiosa para negociar uma solução mais vantajosa. demarcação da fronteira entre o seu próprio território e o da Albânia.   Gjoni instou o governo iugoslavo a tomar medidas para garantir o reconhecimento da república Mirdita, mas a Iugoslávia estava principalmente interessada em buscar potenciais reivindicações territoriais para a própria república.  Portanto, a Grécia tornou-se o único país a reconhecer a República de Mirdita como um estado independente.
Na Liga das Nações, o governo iugoslavo alimentou mais agitação religiosa ao acusar o governo albanês de manter em mente apenas o interesse da população muçulmana, ao mesmo tempo que suprimia a população católica do país. O governo da Albânia respondeu afirmando que representava todos os albaneses, independentemente das crenças religiosas.  Mas o governo iugoslavo argumentou que, devido à existência da república Mirdita, a resposta albanesa era inválida e colocou em questão o status da Albânia de ser um país, afetando assim o fato de ser membro da Liga.  A delegação iugoslava afirmou que embora existissem dois governos na Albânia, não poderia existir uma unidade entre os povos. 

## Escalada de hostilidades
Independentemente das acusações do governo iugoslavo, o governo albanês determinou que a existência da república era uma violação da soberania do estado albanês. E como resultado, começou a preparar tropas para esmagar a rebelião. Enquanto isso, em agosto de 1921, representantes da Iugoslávia e da República de Mirdita assinaram um acordo que afirmava que a república seria defendida pelas forças militares iugoslavas e os interesses da república no exterior seriam representados pelo governo iugoslavo. Isto levou a Albânia a acusar a Iugoslávia de instigar a rebelião e de ajudar os separatistas.
Em setembro de 1921, as tropas gregas conduziram operações militares no sul da Albânia, enquanto as forças iugoslavas ocuparam o norte da Albânia após alguns confrontos com tribos do norte. A Albânia ganhou o apoio da Itália, que os aconselhou a enfrentar os rebeldes e invasores tanto do ponto de vista militar como diplomático. Assim, tendo sido membro da Liga das Nações desde 1920, o governo albanês pediu à liga que reconhecesse as fronteiras pré-determinadas da Albânia pelo Tratado de Londres em 1913 e finalizasse quaisquer discrepâncias. A urgência da situação tornou-se cada vez mais clara para a liga quando, no final de Setembro, as tropas albanesas e iugoslavas estavam frente a frente na linha de demarcação, com escaramuças na região de Lurija e Tedrina que duraram várias semanas e movimentaram as linhas da frente. Assim, em 2 de Outubro de 1921, a Assembleia da Liga das Nações votou por unanimidade para deixar as Grandes Potências resolverem o conflito fronteiriço e recomendou à Albânia que aceitasse de antemão as ramificações da sua decisão.

## Guerra fronteiriça
Depois que as forças iugoslavas ganharam vantagem na linha de demarcação no final de outubro de 1921, o governo iugoslavo tomou a decisão de invadir o território albanês além das áreas que já haviam ocupado. Em resposta, a Liga das Nações enviou uma comissão (Conferência de Embaixadores) composta por representantes do Reino Unido, França, Itália e Japão, que em 7 de Novembro de 1921 concluiu que o governo jugoslavo era o culpado do conflito e ordenou-lhes que cessassem as hostilidades. contra a Albânia e retirar todas as suas tropas do território estrangeiro. O governo iugoslavo negou todas as acusações dirigidas a eles e não respondeu ao apelo da comissão para a retirada do solo albanês. Em resposta, a comissão anunciou ao público a sua decisão sobre as fronteiras da Albânia em 9 de novembro de 1921.

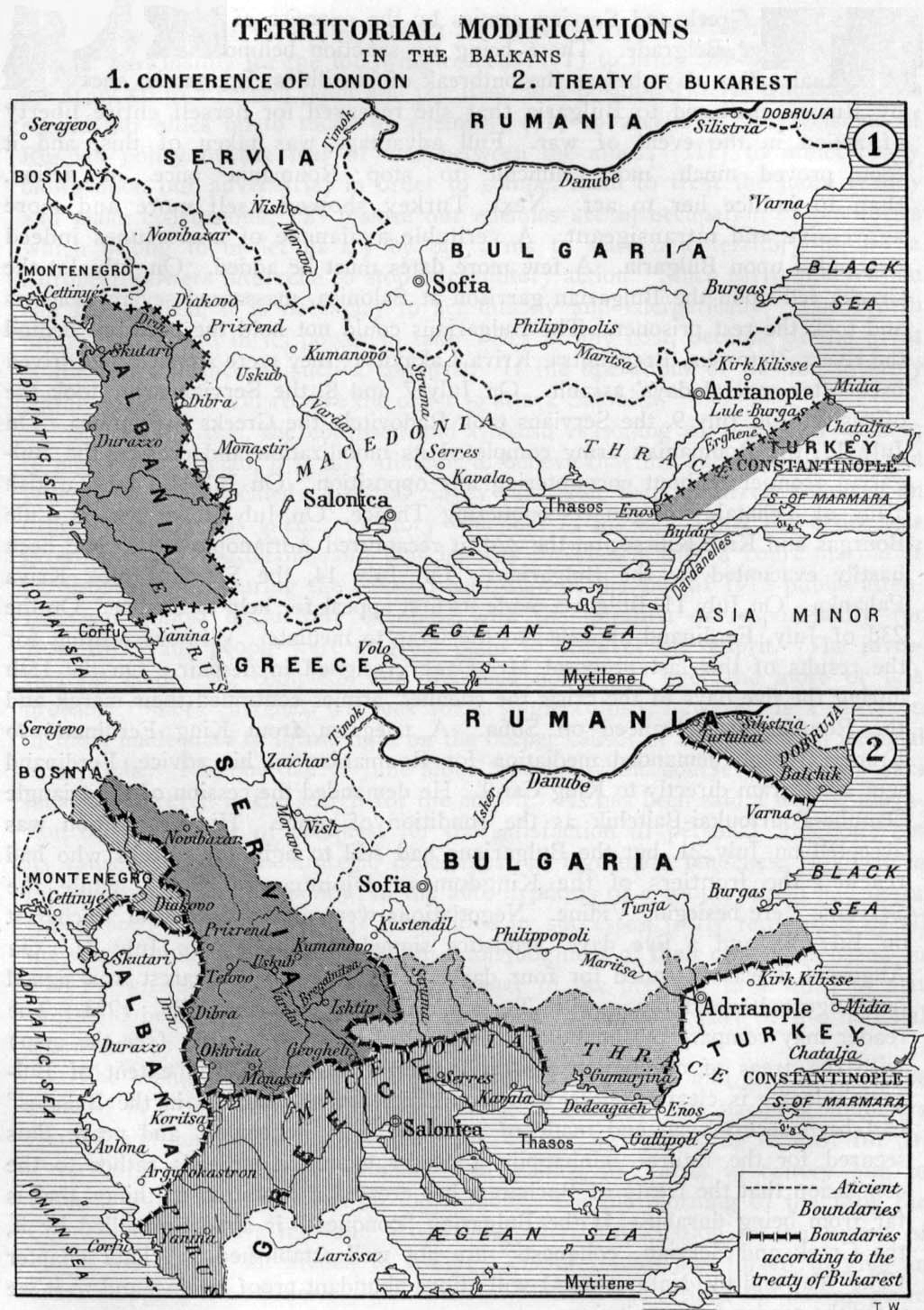
Fronteiras dos estados dos Balcãs após o Tratado de Londres e o Tratado de Bucareste.

A Liga das Nações confirmou com resolução especial a decisão da Conferência dos Embaixadores de 9 de Novembro entre 17 de Novembro e 19 de Novembro de 1921. A Albânia foi convidada a apresentar um relatório à Liga sobre a retirada das tropas jugoslavas, gregas e albanesas da linha de demarcação e "tomar as medidas de segurança necessárias" contra os movimentos locais que puseram em perigo a paz interna da Albânia.  O primeiro-ministro da Grã-Bretanha, Lloyd George, reconheceu o governo albanês naquele mesmo mês e também fez vários protestos diplomáticos acalorados contra o governo iugoslavo, exigindo a sua retirada das áreas disputadas.   Devido à intervenção da Grã-Bretanha e às possibilidades de sanções contra o seu país, a Iugoslávia pôs fim ao apoio a Gjoni e retirou as suas tropas de todos os territórios albaneses, tal como estabelecido no Tratado de Londres de 1913, embora sob protesto.    

## Consequências
Com a retirada das tropas iugoslavas, a República Mirdita foi rapidamente invadida pelas tropas do governo albanês e pelas forças irregulares sob o comando de Ahmet Zog. A rebelião terminou em 20 de novembro de 1921, após negociações com os anciãos locais de Mirditor, que concordaram em se render a Zog se não ocorressem represálias. Marka Gjoni fugiu para a Iugoslávia, enquanto Mirdita foi colocada sob cerco, com os seguidores de Gjoni sendo proclamados como traidores e outros rebeldes foram condenados em um tribunal político governamental, embora nenhuma perseguição real tenha recaído sobre os principais líderes.  Como resultado da rebelião, a autonomia Mirditana foi abolida pelo governo albanês. 
Entretanto foi formada uma nova Comissão de Delimitação que finalizaria e confirmaria a fronteira oficial albanesa, enquanto o Reino Unido insistia em ligeiras adaptações na região de Debar, Prizren e Kastrati no interesse da Iugoslávia. Num esforço para ganhar o favor da Comissão de Demarcação de Fronteiras, a Albânia e a Iugoslávia estabeleceram relações diplomáticas formais em Março de 1922 e, assim, também aceitaram a decisão da Liga sobre a questão das fronteiras da Albânia.  Através deste ato, a Iugoslávia também reconheceu a independência e a soberania do Estado albanês, o que significou que a política jugoslava de envolvimento militar na Albânia terminou em derrota. Gjoni mais tarde retornou à Albânia e permaneceu ativo como líder político em Mirdita até sua morte em 1925.